# 八丈町立大賀郷小学校
八丈町立大賀郷小学校（はちじょうちょうりつ おおかごうしょうがっこう）は、東京都八丈町（八丈島）にある公立小学校。

## 沿革
- 1877年（明治10年）3月31日 - 大賀郷地区大里の宗福寺で開校。
- 1903年（明治36年）3月13日 - 現在地に校舎移転。
- 1941年（昭和16年）4月1日 - 国民学校令により、大賀郷国民学校と改称。
- 1947年（昭和22年）4月1日 - 新学制により、大賀郷村立大賀郷小学校と改称。
- 1955年（昭和30年）4月1日 - 大賀郷村が八丈村へ合併され、同日実施の八丈村の町制施行により、八丈町立大賀郷小学校と改称。
- 1967年（昭和42年）3月13日 - 校歌決定。
- 1975年（昭和50年）
  - 4月 - 永郷小学校を併合。
  - 10月5日 - 台風13号により、校舎が大破する被害が出た。
- 1976年（昭和51年）12月26日 - 現校舎完成。
- 1977年（昭和52年）3月18日 - 創立100周年記念式典挙行。
- 1978年（昭和53年）3月31日 - プール完成。
- 1984年（昭和54年）3月 - 校旗と校章を制定。
- 1987年（昭和62年）3月13日 - 創立110周年記念式典挙行。
- 1995年（平成7年）6月27日 - 通級指導学級開級。
- 1997年（平成9年）
  - 1月31日 - 体育館完成。
  - 3月1日 - 創立120周年記念と新体育館落成の両式典挙行。
- 1998年（平成10年）10月12日 - パソコンルーム設置。
- 2001年（平成13年）8月31日 - 校庭改修。
- 2003年（平成15年）6月 - プール塗装工事終了。
- 2006年（平成18年）
  - 3月 - 校舎屋上改修工事。
  - 10月 - ブランコ設置。
- 2008年（平成20年）1月31日 - 校舎耐震工事終了。
- 2012年（平成24年）
  - 4月 - 特別支援学級（肢体不自由児）開設。
  - 同年内 - 校庭芝生化とエレベーター工事終了。
- 2017年（平成29年）
  - 6月 - プール改修工事終了。
  - 9月 - 校舎内配水管工事。
- 2018年（平成30年）度 - 大賀郷学園大賀郷小学校してスタート。

## 通学区域と進学先中学校
出典

### 通学区域
- 大賀郷

### 進学先中学校
- 八丈町立大賀郷中学校

## 周辺
- 東京都道215号八丈循環線
- 八丈島郵便局
- 宇喜多秀家の居住跡
- 東京家庭裁判所八丈島支部
- 旧八丈支庁庁舎新館

## アクセス
- 八丈町営バス「三根末吉線」で、「大小前」バス停下車。
- 八丈島空港から、車で約2.6km・約6分。